# Церковь Рождества Пресвятой Богородицы (Чекалов)
Церковь Рождества Пресвятой Богородицы — православный храм в честь Пресвятой Богородицы.
Находится в хуторе Чекалов, Морозовский район, Ростовская область. Относится к Волгодонской епархии Московского патриархата. Является объектом культурного наследия регионального значения.

## История
Первое упоминание о церкви относится к 1859 году, когда она была построена благодаря усилиями прихожан. Первым священником храма стал Даниловский Алексей Федорович. Затем в 1860 году его сменил Троицкий Захар Иванович.
В 1881 произошло расширение церкви за счет постройки северного и южного боковых пределов. В 1885 году был утвержден постоянный штат священников в состав которого входили «два священника и два псаломщика, кои состоят на лице, и Диакон место которого праздно». Вопрос о строительстве новой церкви в хуторе Чекалов впервые поднялся в 1897 году прихожанами и священником. В марте того же года было написано на имя благочинного протоирея Иоанна Попова о том, что бы он получил разрешение из Донской Духовной консисторией на разрешение строительства нового храма. Процесс сбора пожертвований на постройку храма проходил с 1897—1913 года.
Окончание строительства и открытие храма произошло 10 февраля 1913 года, а освящение произошло 5 мая 1913 года. После возведения нового каменного храма, прежнее деревянное здание было отдано прихожанам хуторов Покровского и Серебряного. Храм рос и развивался и было получено разрешении о освящении новых приделов (Алтарь) во имя святителя Николая в Рождество Богородицкой церкви. Левый придел во имя Святого Николая Чудотворца был освящен 11 января 1914 года. Правый придел — во имя Преподобного Серафима Саровского был освящен в 1916 году. Вокруг церкви было установлено ограждение, которое было снято только лишь в 1948 году. В послевоенное время там располагался склад по хранению масленичных и зерновых культур. Склад там располагался до начала 1990 годов, когда была начата реконструкция, которая продолжается и на данный момент.